# Gilles van Kote
Gilles van Kote, né le 5 avril 1963 dans le 16e arrondissement de Paris, est un journaliste français, qui a été directeur par intérim du journal Le Monde de 2014 à 2015. 

## Biographie
Diplômé de l'Institut d'études politiques de Paris et du Centre de formation des journalistes (CFJ), il commence sa carrière de journaliste au service des sports du Matin de Paris (1985-1987) avant de rejoindre le quotidien sportif Le Sport (1987-1988). Il devient ensuite journaliste indépendant, rejoint brièvement l'hebdomadaire Le Sport (1991-1992) avant de créer l'agence de presse Alinéa avec son confrère Alain Mercier.
En 2000, il rejoint le journal Le Monde en tant que chef adjoint du département Sports, dont il devient chef de service en 2003. 2005 le voit nommé adjoint du service Société et 2006 chef adjoint du service Sciences et environnement (aujourd'hui pôle Planète), poste qu'il occupera jusqu'en 2011.
Président de la Société des rédacteurs du Monde de 2009 à 2011, il fut vice-président du conseil de surveillance du Groupe Le Monde de 2009 à 2014, ainsi que délégué du pôle d’indépendance du Groupe Le Monde, créé au moment du rachat du Monde, en 2010,.
Le 28 mai 2014, il est désigné membre du directoire et directeur intérimaire du Monde sur proposition du trio d'actionnaires majoritaires Pierre Bergé, Xavier Niel et Matthieu Pigasse en remplacement de Nathalie Nougayrède, démissionnaire. 
Le 14 mai 2015, à la suite du refus des actionnaires du Monde de soutenir sa candidature à un mandat de plein exercice et du veto exercé par la Société des rédacteurs du Monde envers le candidat proposé par les actionnaires, Jérôme Fenoglio, Gilles van Kote démissionne de ses fonctions.
Il est ensuite nommé directeur délégué chargé du développement du groupe Le Monde, avec pour mission principale de préparer le projet de nouveau siège social que le groupe doit faire construire près de la gare d'Austerlitz. Depuis avril 2020 et l'emménagement du groupe Le Monde dans son nouveau siège, il occupe les fonctions de directeur délégué aux relations avec les lecteurs.
Il dirige et préside depuis 2018 le Festival international de journalisme, qui se tient chaque mois de juillet dans le village de Couthures-sur-Garonne. En janvier 2025, il devient président de l'association d'éducation aux médias et à l'information Entre les lignes.